# Clash at Demonhead
Clash at Demonhead, llamado como Dengeki Big Bang! (電撃ビッグバン! Dengeki Biggu Ban!?, Blitz Big Bang!) originalmente en Japón, es un videojuego de acción-aventura de plataformas comercializado Vic Tokai el 27 de enero de 1989 para Nintendo Entertainment System en Japón y enero de 1990 en América del Norte.

## Jugabilidad
Clash at Demonhead es un videojuego de plataformas open-ended. El jugador toma control de Billy "Big Bang" Blitz, quién es capaz de correr, saltar y disparar. Esta inicialmente armado con una pistola, aunque varias mejoras pueden ser adquiridas de una tienda, como la pistola boomerang. Más tarde obtiene la capacidad de aplicar varios poderes al recoger Fuerza, incluyendo encogerse, teletransportarse a las áreas visitadas anteriormente, volar, curación e invencibilidad. El videojuego está dividido a una cantidad de etapas más pequeñas, cada una representando un punto en el mapa mundi. Existen más de 40 rutas el jugador puede tomar en el videojuego, y el jugador tiene que explorar el mundo para progresar. El videojuego es no-lineal en cuanto a que el jugador puede escoger en qué dirección se dirige, permitiéndole retroceder y visitar etapas diferentes.

## Trama
Billy "Big Bang" Blitz es un sargento en S.A.B.R.E. (Brigada de agresión especial de emergencias reales). Es contactado durante unas vacaciones en la playa con su novia Mary para salvar al Profesor Plum, creador de una Bomba Doomsday capaz de destruir el mundo. Bang pronto se encuentra con Tom Guycot, un esqueleto que fue la mente maestra detrás de la abducción, y descubre que la Bomba Doomsday está controlada por seis medallones los cuáles han sido distribuidos entre los siete gobernadores de Demonhead. En su viaje, Bang encuentra a Michael, quién declara ser aliado de Bang y le cuenta sobre un hada apenada. Al conocer al hada, él aprende de un Ermitaño capturado quién le enseña a Bang varios poderes de fuerza al rescatarle. Mientras esta buscando el resto de los medallones, Bang repetidamente experimenta incomodidad mental extraña.
Bang más tarde descubre que la incomodidad es un intento fallado controlarlo de mente de parte de un demonio atrapado debajo de la montaña al final norte de Demonhead. El demonio falló en controlar a Bang, pero logra controlar a su aliado, Michael. El demonio instiga un ardid a través de Michael para entice a Bang con tesoros que requieren el uso de una Piedra Mágica. La Piedra Mágica acaba siendo la clave para liberar al demonio de su encarcelamiento. Después de que Bang falla en derrotar al demonio, rastrea y destruye a Tom Guycot y roba su medallón. Bang aprende del Ermitaño que el demonio sólo puede ser destruido con la Espada de Apolo.
A derrotar al demonio y obtener el medallón de Guycot, Bang intenta rescatar al Profesor Plum, pero descubre que la Bomba Doomsday ya esta completa. La bomba resulta ser tecnología de una raza alienígena responsable de crear a la propia humanidad hace mil años. Ellos se han decepcionado de las tendencias destructivas de su creación, y pretenden utilizar la bomba para acelerar lo que creen es el fin inevitable del mundo. La única manera de desactivar la bomba es con los medallones, pero al no tener las instrucciones, Bang sólo puede adivinar donde debe ser colocado cada medallón, y está trabajando contra una cuenta regresiva que activará la bomba. Cuándo Bang tiene éxito, los alienígenas expresan su desdén acerca de que la humanidad sobreviva y anuncian que la raza alienígena pretende dejar Tierra a merced de sus dispositivos propios y nunca regresar. Bang responde que de ahora en adelante los humanos cuidaran de sí mismos. Bang de escapa de Demonhead con el Ermitaño para reunirse con Mary y recibe felicitaciones de su comandante, quién también informa que el Profesor Plum logró liberarse y los alienígenas trataron de engañar a Bang un impostor. El Ermitaño le ofrece a Bang convertirse en su aprendiz, pero Bang declina la oferta porque quiere "¡hacer un videojuego basado en estas aventuras!"

## Diferencias regionales
Aparte del idioma, existen algunas diferencias entre las versiones japonesas y americanas. La versión japonesa utiliza el yen como la unidad monetaria de dinero en el videojuego, mientras que la localización americana usa el símbolo de dólar en cambio. Otros cambios traídos en la versión americana incluyen una pantalla de título diferente, la omisión de algunos diálogos en el videojuego y la adición de un bigote al personaje del tendero. Como varios videojuegos de aquella era, la versión japonesa tiene créditos finales que fueron quitados en el localización americana.

## Recepción
Allgame le dio al videojuego una puntuación de 2.5 de 5.